# Cipressa (beklimming)
De Cipressa is een veelgebruikte benaming voor de voorlaatste klim in de wielerklassieker Milaan-San Remo. Hoewel de klim zelf geen officiële benaming heeft, wordt gebruikelijk de naam van de gemeente waarin ze zich bevindt gebruikt om haar aan te duiden. Omdat ze pas in het slot van de wedstrijd wordt beklommen, wordt er dan ook meestal het kaf van het koren gescheiden. De klim is niet eens zo heel steil, en zou normaal gesproken geen probleem moeten zijn, maar de renners hebben dan al 270 kilometer in de benen.